# لیپوآتروفی
لیپوآتروفی (انگلیسی: Lipoatrophy) که گاهی به آن «کاهش هم‌چربی» هم گفته می‌شود، واژه‌ای به معنای از دست رفتن بافت چربی موضعی است و دلایل متفاوتی دارد. به‌عنوان مثال تزریق زیرجلدی انسولین جهت درمان دیابت، استفاده از هورمون رشد، تزریق زیرجلدی گلاتیرامر استات و اینترفرون بتا-۱بی در درمان ام‌اس همگی می‌تواند باعث ایجاد لیپوآتروفی شوند. دو مورد آخر می‌توانند باعث ایجاد یک فرورفتگی قابل رویت در محل تزریق شوند. لیپوآتروفی ممکن است نتیجهٔ درمان‌های اچ‌آی‌وی/ایدز هم باشد.
یک واژه عمومی برای توصیف وضعیت دژنراتیو و غیرطبیعی در سرتاسر بافت چربی بدن، لیپودیستروفی است.